# 法曼冰原島峰
64°25′S 61°7′W / 64.417°S 61.117°W
法曼冰原島峰（英語：Farman Nunatak），是南極洲的冰原島峰，位於葛拉漢地的丹科海岸，海拔高度655米，處於莫頓山以西，根據英國研究隊拍攝的照片繪入地圖，現時由南極條約體系管理。